# Manabu Saitō
Manabu Saitō (齋藤 学 Saitō Manabu?), född 4 april 1990 i Kawasaki, är en japansk fotbollsspelare (mittfältare). Han har tillbringat majoriteten av sin karriär i Yokohama F. Marinos.

## Karriär
I januari 2021 värvades Saitō av Nagoya Grampus. Den 30 juni 2022 värvades Saitō av sydkoreanska Suwon Samsung Bluewings, där han skrev på ett 1,5-årskontrakt.
Den 25 januari 2023 värvades Saitō av australiska Newcastle United Jets, där han skrev på ett kontrakt över resten av säsongen 2022/2023. Saitō gjorde ett mål på åtta ligamatcher men lämnade klubben vid slutet av säsongen.

## Meriter
Yokohama F. Marinos
- Kejsarens Cup: 2013

Kawasaki Frontale
- J1 League: 2018, 2020
- Japanska supercupen: 2019